# Wereldkampioenschappen schaatsen afstanden 2009 - 5000 meter mannen
De wereldkampioenschappen schaatsen afstanden 2009 - 5000 meter mannen werd gehouden op vrijdag 13 maart 2009 op de Richmond Olympic Oval in Richmond, Canada.

## Statistieken

### Uitslag
| Rang   | Schaatser         | Tijd    |
| ------ | ----------------- | ------- |
| Goud   | Sven Kramer       | 6.16,20 |
| Zilver | Håvard Bøkko      | 6.18,02 |
| Brons  | Trevor Marsicano  | 6.20,06 |
| 4      | Enrico Fabris     | 6.20,18 |
| 5      | Bob de Jong       | 6.25,95 |
| 6      | Ivan Skobrev      | 6.26,86 |
| 7      | Carl Verheijen    | 6.30,18 |
| 8      | Sverre Haugli     | 6.34,14 |
| 9      | Øystein Grødum    | 6.34,76 |
| 10     | Lucas Makowsky    | 6.35,37 |
| 11     | Marco Weber       | 6.35,86 |
| 12     | Roger Schneider   | 6.39,32 |
| 13     | Hiroki Hirako     | 6.40,34 |
| 14     | Sławomir Chmura   | 6.40,91 |
| 15     | Robert Lehmann    | 6.41,85 |
| 16     | Jay Morrison      | 6.42,26 |
| 17     | Shigeyuki Dejima  | 6.42,57 |
| 18     | Brian Hansen      | 6.42,82 |
| 19     | Johan Röjler      | 6.43,85 |
| 20     | Steven Elm        | 6.43,87 |
| 21     | Ryan Bedford      | 6.45,23 |
| 22     | Kris Schildermans | 6.47,78 |
| 23     | Moritz Geisreiter | 6.50,39 |
| 24     | Choi Kwun-won     | 6.52,69 |

### Loting
| Rit | Binnenbaan        | Buitenbaan        |
| --- | ----------------- | ----------------- |
| 1   | Shigeyuki Dejima  | Steven Elm        |
| 2   | Kris Schildermans | Brian Hansen      |
| 3   | Johan Röjler      | Choi Kwun-won     |
| 4   | Ryan Bedford      | Jay Morrison      |
| 5   | Robert Lehmann    | Moritz Geisreiter |
| 6   | Hiroki Hirako     | Roger Schneider   |
| 7   | Sławomir Chmura   | Sverre Haugli     |
| 8   | Marco Weber       | Lucas Makowsky    |
| 9   | Ivan Skobrev      | Øystein Grødum    |
| 10  | Trevor Marsicano  | Enrico Fabris     |
| 11  | Håvard Bøkko      | Bob de Jong       |
| 12  | Carl Verheijen    | Sven Kramer       |

1996 · 
1997 · 
1998 · 
1999 · 
2000 · 
2001 · 
2003 · 
2004 · 
2005 · 
2007 · 
2008 · 
2009 · 
2011 · 
2012 · 
2013 · 
2015 · 
2016 · 
2017 · 
2019 ·
2020 ·
2021 ·
2023 ·
2024 ·
2025